# عصال
عَصَّال (الاسم العلمي Ceblepyris). جنس طير من الجواثم وفصيلة العتريسيات. مهده بعض مناطق إفريقيا. قوته الحشرات، أخصها الأساريع واليرقات ولا يعف عن الثمار الناضجة من برية وزراعية. وهو يضم الأنواع التالية:
- صرد وقواقي مدغشقري (Ceblepyris cinereus)
- Comoros cuckooshrike (Ceblepyris cucullatus)
- Grauer's cuckooshrike (Ceblepyris graueri)
- White-breasted cuckooshrike (Ceblepyris pectoralis)
- Grey cuckooshrike (Ceblepyris caesius)